# Houston Film Critics Society
Houston Film Critics Society é uma organização de críticos de cinema sem fins lucrativos sediada em Houston, Texas, nos Estados Unidos. O grupo apresenta anualmente uma condecoração cinematográfica por "extraordinária realização do filme" em uma cerimônia realizada no Museum of Fine Arts, de Houston. A organização, fundada em 2007 por Danny Minton e Nick Nicholson, inclui vinte e cinco críticos de cinema de imprensa, rádio, televisão e internet de Houston.